# 379P/Spacewatch
379P/Spacewatch, komet Jupiterove obitelji